# Петрилово (Псковская область)
Петрилово — деревня в Плюсском районе Псковской области. Входит в сельское поселение Плюсская волость.

## География
Деревня расположена в 4 км к востоку от районного центра — посёлка Плюсса. Восточнее находится деревня Которск.

## Население
Численность населения деревни составляла 47 жителей по оценке на конец 2000 года